# فرنسيسكو إيبانيز كامبوس
فرنسيسكو إيبانيز كامبوس (بالإسبانية: Francisco Ibáñez Campos)‏ هو لاعب كرة قدم تشيلي، ولد في 13 يناير 1986 في سانتياغو في تشيلي. لعب مع نادي أوهيجينس ونادي بالستينو.

## وصلات خارجية
- فرنسيسكو إيبانيز كامبوس على موقع قاعدة بيانات كرة القدم.إي يو (الإنجليزية)
- فرنسيسكو إيبانيز كامبوس على موقع Soccerway.com (الإنجليزية)